# Comuna Zăbriceni, Edineț
Comuna Zăbriceni este o comună din raionul Edineț, Republica Moldova. Este formată din satele Zăbriceni (sat-reședință) și Onești.

## Demografie
Conform datelor recensământului din 2014, comuna are o populație de 2.147 de locuitori. La recensământul din 2004 erau 2.426 de locuitori.

## Administrație și politică
Componența Consiliului local Zăbriceni (11 consilieri), ales la 5 noiembrie 2023, este următoarea:
|  | Partid                                       | Consilieri | Componență | Componență | Componență | Componență | Componență | Componență | Componență |
|  | -------------------------------------------- | ---------- | ---------- | ---------- | ---------- | ---------- | ---------- | ---------- | ---------- |
|  | Partidul Acțiune și Solidaritate             | 7          |            |            |            |            |            |            |            |
|  | Partidul Socialiștilor din Republica Moldova | 4          |            |            |            |            |            |            |            |